# 2017年の宝塚歌劇公演一覧
本項目では2017年の宝塚歌劇公演一覧（2017ねんのたからづかかげきこうえんいちらん）について示す。

## 宝塚大劇場公演

### 月組
- 1月1日(日) - 1月30日(月)
  - 『グランドホテル』（脚本：ルーサー・デイヴィス（英語版）、作曲・作詞：ロバート・ライト、ジョージ・フォレスト、追加作曲・作詞：モーリー・イェストン、オリジナル演出・振付・特別監修：トミー・チューン）（演出：岡田敬二、生田大和、翻訳：小田島雄史）
  - 『カルーセル輪舞曲（ロンド）』（作・演出：稲葉太地）

### 宙組
- 2月3日(金) - 3月6日
  - 『王妃の館－Château de la Reine－』～原作 浅田次郎「王妃の館」（集英社文庫刊）～（脚本・演出：田渕大輔）
  - 『VIVA! FESTA!』（作・演出：中村暁）

### 星組
- 3月10日(金) - 4月17日(月)
  - 『THE SCARLET PIMPERNEL（スカーレット ピンパーネル）』（潤色・演出：小池修一郎）

### 雪組
- 4月21日(金) - 5月29日(月)
  - 『幕末太陽傳（ばくまつたいようでん）』～原作 映画「幕末太陽傳」(C)日活株式会社、監督：川島雄三、脚本：田中啓一、川島雄三、今村昌平～（脚本・演出：小柳奈穂子）
  - 『Dramatic “S”！』（作・演出：中村一徳）

### 花組
- 6月2日(金) - 7月10日(月)
  - 『邪馬台国の風』（作・演出：中村暁）
  - 『Santé!!～最高級ワインをあなたに～』（作・演出：藤井大介）

### 月組
- 7月14日(金) - 8月14日(月)
  - 『All for One〜ダルタニアンと太陽王〜』（作・演出：小池修一郎）

### 宙組
- 8月18日(金) - 9月25日(月)
  - 『神々の土地〜ロマノフたちの黄昏〜』（作・演出：上田久美子）
  - 『クラシカル ビジュー』（作・演出：稲葉太地）

### 星組
- 9月29日(金) - 11月6日(月)
  - 『ベルリン、わが愛』（作・演出：原田諒）
  - 『Bouquet de TAKARAZUKA（ブーケ ド タカラヅカ）』（作・演出：酒井澄夫）

### 雪組
- 11月10日(金) - 12月15日(金)
  - 『ひかりふる路〜革命家、マクシミリアン・ロベスピエール〜』（作・演出：生田大和）
  - 『SUPER VOYAGER！－希望の海へ－』（作・演出：野口幸作）

## 東京宝塚劇場公演

### 花組
- 1月2日(月) - 2月5日(日)
  - 『雪華抄（せっかしょう）』（作・演出：原田諒）
  - 『金色（こんじき）の砂漠』（作・演出：上田久美子）

### 月組
- 2月21日(火) - 3月26日(日)
  - 『グランドホテル』（脚本：ルーサー・ディヴィス、作曲・作詞：ロバート・ライト、ジョージ・フォレスト、追加作曲・作詞：モーリー・イェストン、オリジナル演出・振付・特別監修：トミー・チューン）（演出：岡田敬二、生田大和、翻訳：小田島雄史）
  - 『カルーセル輪舞曲（ロンド）』（作・演出：稲葉太地）

### 宙組
- 3月31日(金) - 4月30日(日)
  - 『王妃の館－Château de la Reine－』～原作 浅田次郎「王妃の館」（集英社文庫刊）～（脚本・演出：田渕大輔）
  - 『VIVA! FESTA!』（作・演出：中村暁）

### 星組
- 5月5日(金) - 6月11日(金)
  - 『THE SCARLET PIMPERNEL（スカーレット ピンパーネル）』（潤色・演出：小池修一郎）

### 雪組
- 6月16日(金) - 7月23日(日)
  - 『幕末太陽傳（ばくまつたいようでん）』～原作 映画「幕末太陽傳」(C)日活株式会社、監督：川島雄三、脚本：田中啓一、川島雄三、今村昌平～（脚本・演出：小柳奈穂子）
  - 『Dramatic “S”！』（作・演出：中村一徳）

### 花組
- 7月28日(金) - 8月27日(日)
  - 『邪馬台国の風』（作・演出：中村暁）
  - 『Santé!!～最高級ワインをあなたに～』（作・演出：藤井大介）

### 月組
- 9月1日(金) - 10月8日(日)
  - 『All for One～ダルタニアンと太陽王～』（作・演出：小池修一郎）

### 宙組
- 10月13日(金) - 11月19日(日)
  - 『神々の土地～ロマノフたちの黄昏～』（作・演出：上田久美子）
  - 『クラシカル ビジュー』（作・演出：稲葉太地）

### 星組
- 11月24日(金) - 12月24日(日)
  - 『ベルリン、わが愛』（作・演出：原田諒）
  - 『Bouquet de TAKARAZUKA（ブーケ ド タカラヅカ）』（作・演出：酒井澄夫）

## 宝塚バウホール公演

### 星組
- 1月12日(木) - 1月23日(月)
  - 『燃ゆる風－軍師・竹中半兵衛－』（作・演出：鈴木圭）

### 雪組
- 2月9日(木) - 2月19日(日)
  - 『New Wave！－雪－』（作・演出：三木章雄）

### 宙組
- 6月9日(金) - 6月20日(火)
  - 『パーシャルタイムトラベル 時空の果てに』（作・演出：正塚晴彦）

### 専科
- 11月13日(月) - 11月25日(土)
  - 『神家（こうや）の七人（しちにん）』（作・演出：齋藤吉正）

### 月組
- 12月1日(金) - 12月12日(火)
  - 『Arkadia－アルカディア－』（作・演出：樫畑亜依子）

## その他の日本公演

### 星組
- 1月6日(金) - 1月18日(水) 東京国際フォーラムホールC
  - 『オーム・シャンティ・オーム－恋する輪廻－』（脚本・演出：小柳奈穂子）

### 雪組
- 2月4日(土) - 2月28日(火) 中日劇場
  - 『星逢一夜（ほしあいひとよ）』（作・演出：上田久美子）
  - 『Greatest HITS！』（作・演出：稲葉太地）

### 花組
- 3月18日(土) - 4月9日(日) 全国ツアー
  - 『仮面のロマネスク』～ラクロ作「危険な関係」より～（脚本：柴田侑宏、演出：中村暁）
  - 『EXCITER!!2017』（作・演出：藤井大介）
- 3月16日(木) - 3月23日(木) TBS赤坂ACTシアター
- 4月2日(日) - 4月10日(月) 梅田芸術劇場シアター・ドラマシティ
  - 『MY HERO』（作・演出：齋藤吉正）

| 公演日      | 公演場所                           |
| 3月18日(土) | 梅田芸術劇場メインホール（大阪府） |
| 3月19日(日) | 梅田芸術劇場メインホール（大阪府） |
| 3月20日(月) | 梅田芸術劇場メインホール（大阪府） |
| 3月23日(木) | 島根県民会館                       |
| 3月25日(土) | 福岡市民会館（福岡県）             |
| 3月26日(日) | 福岡市民会館（福岡県）             |
| 3月28日(火) | アクトシティ浜松（静岡県）         |
| 3月29日(水) | 静岡市民文化会館（静岡県）         |
| 3月31日(金) | 神奈川県民ホール（神奈川県）       |
| 4月1日(土)  | 神奈川県民ホール（神奈川県）       |
| 4月2日(日)  | 神奈川県民ホール（神奈川県）       |
| 4月4日(火)  | 秋田市文化会館（秋田県）           |
| 4月6日(木)  | 八戸市公会堂（青森県）             |
| 4月8日(土)  | ニトリ文化ホール（北海道）         |
| 4月9日(日)  | ニトリ文化ホール（北海道）         |
| ----------- | ---------------------------------- |

### 月組
- 5月4日(木) - 5月27日(土) 博多座
  - 『長崎しぐれ坂』～榎本滋民作「江戸無宿」より～（脚色・演出：植田紳爾）
  - 『カルーセル輪舞曲（ロンド）』（作・演出：稲葉太地）
- 4月29日(土) - 5月7日(日) 梅田芸術劇場シアター・ドラマシティ
- 5月13日(土) - 5月21日(日) TBS赤坂ACTシアター
  - 『瑠璃色の刻（とき）』（作・演出：原田諒）

### 宙組
- 6月6日(火) - 6月11日(日) 梅田芸術劇場メインホール
- 6月23日(金) - 6月28日(水) 文京シビックホール
  - 『A Motion（エース モーション）』（作・演出：齋藤吉正）

### 星組
- 7月22日(土) - 8月7日(月) 梅田芸術劇場メインホール
  - 『オーム・シャンティ・オーム－恋する輪廻－』（脚本・演出：小柳奈穂子）
- 7月15日(土) - 7月23日(日) 梅田芸術劇場シアター・ドラマシティ
- 7月31日(月) - 8月6日(日) 日本青年館ホール
  - 『阿弖流為－ATERUI－』（原作／高橋克彦「火怨 北の燿星アテルイ」（講談社文庫））(C)高橋克彦／講談社（脚本・演出：大野拓史）

### 雪組
- 8月25日(金) - 9月18日(月) 全国ツアー
  - 『琥珀色の雨にぬれて』（作：柴田侑宏、演出：正塚晴彦）
  - 『“D”ramatic S！』（作・演出：中村一徳）
- 8月29日(火) - 9月4日(月) 日本青年館ホール
- 9月16日(土) - 9月24日(日) 梅田芸術劇場シアター・ドラマシティ
  - 『CAPTAIN NEMO』…ネモ船長と神秘の島…～ジュール・ヴェルヌ「海底二万里」より～（脚本・演出：谷正純）

| 公演日      | 公演場所                               |
| 8月25日(金) | 梅田芸術劇場メインホール（大阪府）     |
| 8月26日(土) | 梅田芸術劇場メインホール（大阪府）     |
| 8月27日(日) | 梅田芸術劇場メインホール（大阪府）     |
| 8月30日(水) | 宇都宮市文化会館（栃木県）             |
| 8月31日(木) | 郡山市民文化センター（福島県）         |
| 9月2日(土)  | イズミティ21（宮城県）                 |
| 9月3日(日)  | イズミティ21（宮城県）                 |
| 9月5日(火)  | 金沢歌劇座（石川県）                   |
| 9月6日(水)  | オーバードホール（富山県）             |
| 9月8日(金)  | 府中の森芸術劇場（東京都）             |
| 9月9日(土)  | 相模女子大学グリーンホール（神奈川県） |
| 9月10日(日) | 相模女子大学グリーンホール（神奈川県） |
| 9月12日(火) | 松戸・森のホール21（千葉県）           |
| 9月13日(水) | 和光市民文化センター（埼玉県）         |
| 9月14日(木) | 伊勢崎市文化会館（群馬県）             |
| 9月16日(土) | 東海市芸術劇場（愛知県）               |
| 9月17日(日) | 愛知県芸術劇場大ホール                 |
| 9月18日(月) | 愛知県芸術劇場大ホール                 |
| ----------- | -------------------------------------- |

### 花組
- 10月9日(月) - 10月29日(日) TBS赤坂ACTシアター
  - 『ハンナのお花屋さん－Hanna's Florist－』（作・演出：植田景子）
- 10月7日(土) - 10月15日(日) 梅田芸術劇場シアター・ドラマシティ
- 10月24日(火) - 10月30日(月) 日本青年館ホール
  - 『はいからさんが通る』（原作／大和和紀「はいからさんが通る」（講談社KCDXデザート））(c)大和和紀／講談社（脚本・演出：小柳奈穂子）

### 月組
- 11月17日(金) - 12月10日(日) 全国ツアー
  - 『鳳凰伝－カラフとトゥーランドット－』（脚本・演出：木村信司）
  - 『CRYSTAL TAKARAZUKA－イメージの結晶－』（作・演出：中村暁）

| 公演日       | 公演場所                                 |
| 11月17日(金) | 梅田芸術劇場大ホール（大阪府）           |
| 11月18日(土) | 梅田芸術劇場大ホール（大阪府）           |
| 11月19日(日) | 梅田芸術劇場大ホール（大阪府）           |
| 11月22日(水) | 新潟県民会館                             |
| 11月23日(木) | 新潟県民会館                             |
| 11月25日(土) | オリンパスホール八王子（東京都）         |
| 11月26日(日) | オリンパスホール八王子（東京都）         |
| 11月28日(火) | まつもと市民芸術館（長野県）             |
| 11月29日(水) | コラニー文化ホール〈山梨県立文化ホール〉 |
| 12月1日(金)  | 北九州ソレイユホール（福岡県）           |
| 12月2日(土)  | 福岡市民会館                             |
| 12月3日(日)  | 福岡市民会館                             |
| 12月5日(火)  | 広島文化学園HBGホール（広島県）          |
| 12月6日(水)  | 倉敷市民会館（岡山県）                   |
| 12月8日(金)  | よこすか芸術劇場（神奈川県）             |
| 12月9日(土)  | 市川市文化会館（千葉県）                 |
| 12月10日(日) | 市川市文化会館（千葉県）                 |
| ------------ | ---------------------------------------- |

## 催し物

### 『宝塚巴里祭2017』
（構成・演出：石田昌也）
- 6月26日(月) - 6月27日(火) ホテル阪急インターナショナル
- 7月3日(月) - 7月4日(火) パレスホテル東京

### 第54回『宝塚舞踊会』
（構成・演出：植田紳爾）
- 10月17日(火) 宝塚大劇場

### 『タカラヅカスペシャル2017 ジュテーム・レビュー －モン・パリ誕生90周年－』
（監修：石田昌也、構成・演出：中村一徳、藤井大介、齋藤吉正）
- 12月21日(木)、12月22日(金) 梅田芸術劇場メインホール